# Мироновое
Мироновое (укр. Миронове; до 2016 года — Новопетровское, укр. Новопетровське) — село в Зорянском сельском совете Межевского района Днепропетровской области Украины.
Код КОАТУУ — 1222683306. Население по переписи 2001 года составляло 320 человек.

## Географическое положение
Село Мироновое находится в 2-х км от села Малиевское и в 3,5 км от сёл Красногоровка и Зелёное.
По селу протекает пересыхающий ручей с запрудой.